# Craig Van Tilbury
Craig Leo Van Tilbury (* 30. Juli 1957 in Cedar Rapids (Iowa); † 13. August 2010 in Tampa) war ein US-amerikanischer Gitarrist und Schachspieler.
Als Gitarrist spielte er im Laufe seiner Musikkarriere in verschiedenen Bands und stand unter anderem mit Steve Winwood und Barry Gibb auf der Bühne. Ende der 1980er Jahre tourte er mit Joey Dee & the Starliters.
Im Schach trug Van Tilbury den Titel eines FIDE-Meisters. Er spielte bei zehn Schacholympiaden jeweils am Spitzenbrett, von 1978 bis 1984 sowie 1990 für die Amerikanischen Jungferninseln und 1994 sowie von 2002 bis 2008 für die Britischen Jungferninseln. Bei der Schacholympiade 1984 in Thessaloniki errang er eine Goldmedaille für sein Ergebnis von 9,5 Punkten aus 11 Partien. Zu seinen Erfolgen in Einzelturnieren zählten Siege beim Washington DC Open 1977 und dem Jamaican Open 1981. Seine letzte Elo-Zahl war 2264, seine höchste Elo-Zahl betrug 2350 im Januar 1979.
Van Tilbury verbrachte seine Jugend in Washington, D.C. und zog 1978 nach Saint Croix. 1992 ließ er sich in Tampa nieder und war dort als Schachlehrer tätig. Er verstarb im Alter von 53 Jahren an einem Herzinfarkt und hinterließ seine Lebensgefährtin und eine 2009 geborene Tochter.